# Молитва роллеров
«Молитва роллеров» (англ. Prayer Of The Rollerboys) — кинофильм.

## Сюжет
В будущем США пришли в упадок, превратившись в страну насилия и расовых предрассудков. Гриффин, роллер-ас, зарабатывает на жизнь доставкой пиццы и пытается заботиться о своём младшем брате. Его старый друг Гэри Ли возглавляет банду с большими амбициями и тоталитарными порядками — Роллеры. Гэри объединил их, чтобы помочь полиции за ними следить. Гриффина убеждают присоединиться к банде, но затем он вступает в противостояние с ней, обнаружив, что молитва-мантра банды — «грядёт день Верёвки» — означает тайное создание смертельного синтетического наркотика, который и называется «Верёвкой».

## В ролях
- Кори Хэйм — Гриффин
- Патрисия Аркетт — детектив Кейси
- Кристофер Коллет — Гэри Ли
- Марк Пеллегрино — Бэнго
- Морган Вайссер — Буллвинкл
- Арон Айзенберг — тинейджер

## Реакция критиков
Фильм получил две номинации на премию «Сатурн»: лучший молодой актёр и лучший научно-фантастический фильм.